# Jacek Jagielski (prawnik)
Jacek Jagielski (ur. 1951) – polski prawnik, profesor nauk prawnych, profesor zwyczajny Uniwersytetu Warszawskiego, specjalista w zakresie prawa administracyjnego.

## Życiorys
W 1991 na Wydziale Prawa i Administracji Uniwersytetu Warszawskiego na podstawie dorobku naukowego oraz rozprawy pt. Pozycja prawna centralnych urzędów administracji państwowej uzyskał stopień doktora habilitowanego nauk prawnych. Prezydent RP nadał mu tytuł naukowy profesora nauk prawnych w 2007. Został profesorem zwyczajnym Uniwersytetu Warszawskiego. 
Na Wydziale Prawa i Administracji UW został kierownikiem Katedry Prawa i Postępowania Administracyjnego. Pełnił także funkcję dyrektora Instytutu Nauk Prawno-Administracyjnych na WPiA UW. W swojej pracy naukowej koncentruje się na problemach teoretycznych prawa administracyjnego, problematyce prawnej ustroju administracji, kontroli administracji i prawa urzędniczego. Jest uznanym autorytetem w zakresie prawa o obywatelstwie, prawa o cudzoziemcach oraz prawnych zagadnień migracji i pomocy humanitarnej. 

## Wybrane publikacje
- Obywatelstwo polskie : komentarz do ustawy (2016)
- Prawo o postępowaniu przed sądami administracyjnymi : komentarz (współautor, 2015)
- Prawo administracyjne (współautor, 2015)
- Kontrola administracji publicznej (2006, 2007, 2012)
- Ustawa o służbie cywilnej : komentarz (współautor: Krzysztof Rączka, 2001, 2010)
- Komentarz do ustawy o Państwowej Inspekcji Pracy (współautorzy: Małgorzata Gersdorf, Krzysztof Rączka, 2008)
- Ustawa o Karcie Polaka (współautorka: Dorota Pudzianowska, 2008)
- Obywatelstwo polskie : zagadnienia podstawowe (1998)
- Status prawny cudzoziemca w Polsce (problematyka administracyjnoprawna) (1997)
- Pozycja prawna centralnych urzędów administracji państwowej (1991)[1]